# جاناتان اشمید
جاناتان اشمید (انگلیسی: Jonathan Schmid؛ زادهٔ ۲۲ ژوئن ۱۹۹۰) بازیکن فوتبال اهل فرانسه است.
از باشگاه‌هایی که در آن بازی کرده است می‌توان به باشگاه فوتبال هوفنهایم و باشگاه فوتبال فرایبورگ اشاره کرد.